# Beatriz Martín
Beatriz Martín Oñate (ur. 24 września 1974) – hiszpańska judoczka. Olimpijka z Sydney 2000, gdzie odpadła w eliminacjach wadze ciężkiej.
Uczestniczka mistrzostw świata w 1997. Startowała w Pucharze Świata w latach 1995-2001 i 2003. Zdobyła brązowy medal igrzysk śródziemnomorskich w 1997. Triumfatorka akademickich MŚ w 1998 i trzecia w 2000 roku.
Jej siostra Úrsula Martín, również była judoczką i olimpijką z Sydney 2000.

## Letnie Igrzyska Olimpijskie 2000
| Konkurencja | Eliminacje               | Klas. końcowa |
| Konkurencja | Przeciwnik I             | Miejsce       |
| ----------- | ------------------------ | ------------- |
| +78 kg      | Brigitte Olivier (BEL) P | 1 runda.      |